# صفا یلماز
صفا یلماز (انگلیسی: Sefa Yılmaz؛ زادهٔ ۱۴ فوریهٔ ۱۹۹۰) بازیکن فوتبال اهل ترکیه است.
از باشگاه‌هایی که در آن بازی کرده‌است می‌توان به باشگاه فوتبال ترابزون‌اسپور، باشگاه فوتبال وولفسبورگ، باشگاه فوتبال قیصریه‌اسپور، و باشگاه فوتبال دویسبورگ اشاره کرد.
وی همچنین در تیم‌های ملی فوتبال زیر ۲۱ سال ترکیه، Turkey national football B team، و ترکیه بازی کرده‌است.